# Heliophila pubescens
Heliophila pubescens är en korsblommig växtart som beskrevs av William John Burchell och Otto Wilhelm Sonder. Heliophila pubescens ingår i släktet solvänner, och familjen korsblommiga växter. Inga underarter finns listade i Catalogue of Life.